# 南幌町特産品少女 Speciality Girls
南幌町特産品少女 Speciality Girls（なんぽろちょうとくさんひんしょうじょ スペシャリティ ガールズ）は、北海道南幌町の「まち・ひと・しごと創生」の一環（「なんぽろ」知名度高揚業務）として、南幌町を札幌圏でPRすべく誕生した期間限定（当初は2015年9月～2016年3月）のご当地アイドル。

## 概要
南幌町のPRを目的に誕生したご当地アイドル。略称は「すぺがる」。
所属は南幌町であるが、運営はライブプロ（当時の社長が南幌町出身）が行っていた。
2015年9月5日のお披露目ライブでデビュー。
2017年7月22日の南幌町ふれあい祭りより、休業中のせいあに変わりライブプロ研修生のさえが加入。
南幌町主催のお祭りや札幌雪まつり、特産品のPR活動などでの実績が認められ、当初は2016年3月で活動を終了する予定だったが延長されて活動継続中であったが、2018年3月をもって解散することが北海道新聞に報道された。
2018年3月18日に南幌町農村環境改善センターで開催された卒業ライブをもって解散となった。

## メンバー
| 名前                     | 担当特産品   | イメージカラー | 出身地 | 誕生日                 | 血液型 | 身長    | 備考                                   |
| ------------------------ | ------------ | -------------- | ------ | ---------------------- | ------ | ------- | -------------------------------------- |
| おばち (小原優花）       | キャベツ     | 緑             | 江別市 | 1990年11月12日（34歳） | A型    | 158cm   | サポートメンバー。フルーティーと兼任。 |
| さえ (大井彩愛）         | ブルーベリー | 青             | 札幌市 | 2004年6月20日（20歳）  | A型    | ？      | サポートメンバー。フルーティーと兼任。 |
| すずちゃん (菱木すず菜） | ミニトマト   | 赤             | 南幌町 | 2000年8月11日（24歳）  | AB型   | 162cm   |                                        |
| のんちゃん （森かのん）  | とうもろこし | 黄色           | 室蘭市 | 2003年8月21日（21歳）  | B型    | 149.8cm | フルーティーと兼任。                   |
| リリィ （横地里美）      | ピュアライス | 白             | 札幌市 | 1994年5月10日（30歳）  | ？     | ？      | Cafe Dream Landメイド。                |
| るるちゃん (山村るるか） | しそ         | 紫             | 南幌町 | 2000年5月1日（24歳）   | A型    | 169cm   |                                        |

※イメージカラーは南幌町公式HP記載のカラー

## 元メンバー
| 名前                  | 担当特産品   | イメージカラー | 出身地 | 誕生日                | 備考                                       |
| --------------------- | ------------ | -------------- | ------ | --------------------- | ------------------------------------------ |
| せいあ（手塚 せいあ） | ブルーベリー | 青             | 札幌市 | 1996年7月31日（28歳） | 体調不良のため、フルーティーも同時に卒業。 |

## オリジナル曲
| ＃ | 発表日        | タイトル           | 備考               |
| -- | ------------- | ------------------ | ------------------ |
| 1  | 2015年9月5日  | なんと！なんぽろ   | 南幌町テーマソング |
| 2  | 2016年8月11日 | 住もうよ！なんぽろ | 南幌町テーマソング |
| 3  | 2016年8月     | 大好き！なんぽろ   | 南幌町テーマソング |

## 出演

### テレビ
- 今日ドキッ!（北海道放送、2015年8月10日）

### 掲載紙
- 北海道新聞 南空知版（2015年9月16日朝刊）
- 広報なんぽろ2016年（平成28年）3月号